# Hermann zum Lande der Berge
Die Johannisloge Hermann zum Lande der Berge ist die älteste Freimaurerloge in Wuppertal. Sie gehört der Großloge der Alten Freien und Angenommenen Maurer von Deutschland (AFuAM) an und über deren Verbund mit den Vereinigten Großlogen von Deutschland (VGLvD) Bruderschaft der Freimaurer zum weltweiten Bund der Freimaurer.
Die Loge wurde am 9. April 1815 in der damals selbständigen Stadt Elberfeld – heute einem Stadtteil von Wuppertal – gegründet und führt die Matrikelnummer 256.

## Geschichte
Im Tal der Wupper, in den damals noch selbständigen Städten Elberfeld und Barmen sowie der näheren Umgebung, wohnten um 1810 mehrere Freimaurer, die auf Handelsreisen mit der Freimaurerei in Berührung gekommen waren und verschiedenen Logen in Preußen beziehungsweise im Rheinland und in den Niederlanden angehörten. 1812 schlossen sich 23 Freimaurer zu einem Maurerverein zusammen, aus dem später ein öffentlicher Leseverein, das „Museum“ entstand. Das Angebot, eine Freimaurerloge unter französischer Oberhoheit zu gründen, lehnte man ab. Als Napoleon im April 1814 abdankte stellte man bei der Großen National-Mutterloge Zu den drei Weltkugeln in Berlin den Antrag auf Gründung einer Freimaurerloge und gründete am 9. April 1815 in Elberfeld die Freimaurerloge „Hermann zum Lande der Berge“.
1819 bezog die Loge ihr erstes Logenhaus an der Kasinostraße, das gemeinsam mit dem Verein „Museum“ errichtet worden war.
1834 entstand aus dem „Museum“ die Gesellschaft „Casino“, nach der noch heute eine Straße in Wuppertal benannt ist. Zum Jahresbeginn 1858 brannte das Logenhaus vollständig aus.

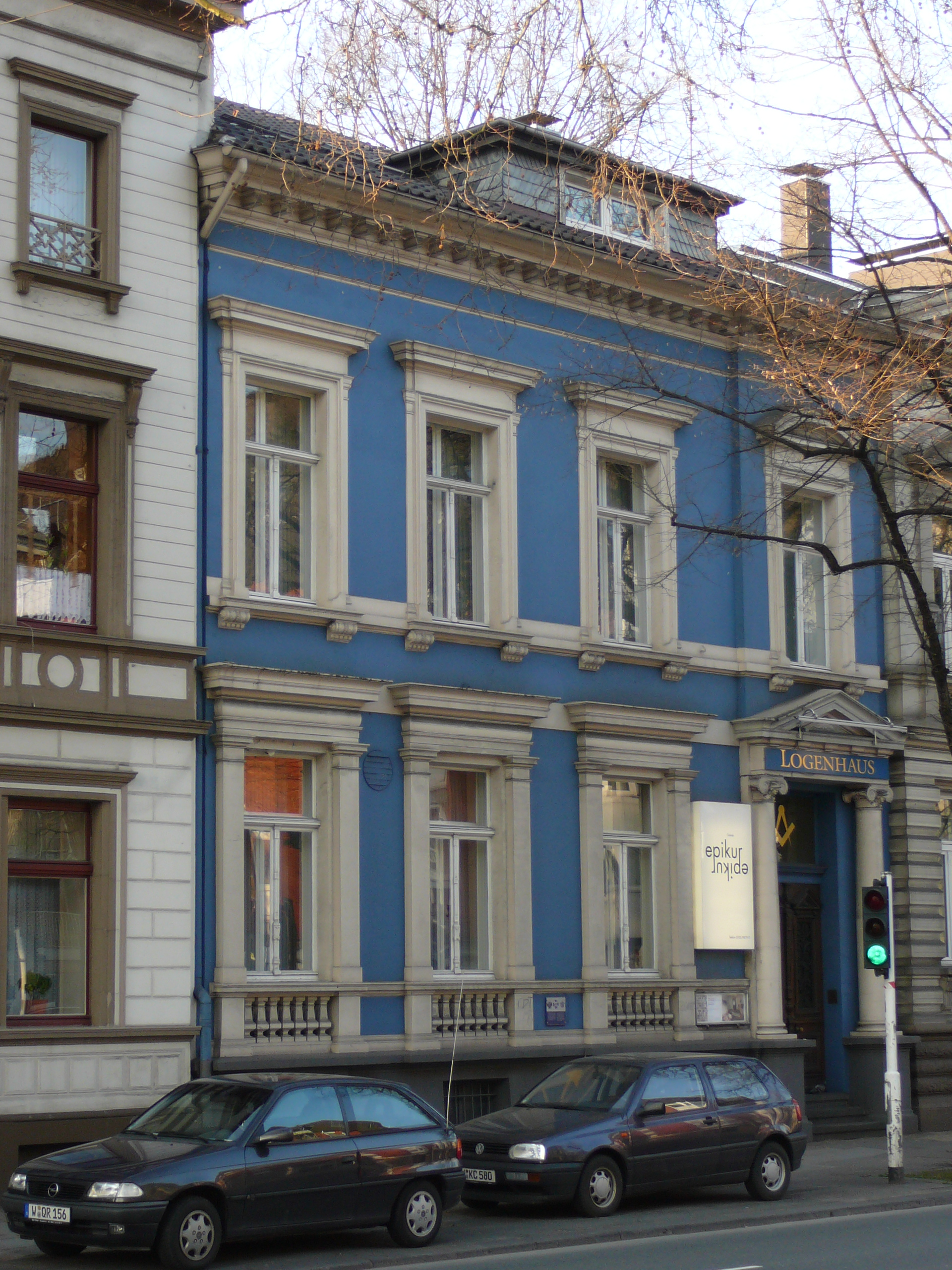
Das Logenhaus Friedrich-Engels-Allee 165

Kasino und Loge trennten sich und die Loge Hermann zum Lande der Berge errichtete auf dem vorhandenen Gelände, gegenüber der heutigen Zentralbibliothek, ein eigenes Logenhaus und bezog es 1861.
Im April 1866 gründeten 29 Freimaurer die Loge „Lessing“ in Barmen, der Nachbarstadt von Elberfeld. Unter den Gründungsmitgliedern waren viele Brüder der Loge Hermann zum Lande der Berge. Beide Logen blieben sich in der Zukunft freundschaftlich verbunden.
1885 wurde das Logenhaus in der Kasinostraße (heute Kolpingstraße) grundlegend renoviert und erhielt 1890 eine gegliederte Fassade. In diesem Haus residierte die Loge bis zu ihrer gewaltsamen Auflösung durch die Nationalsozialisten im Jahre 1935. Im Luftangriff auf Elberfeld im Juni 1943 ging das Gebäude in Flammen auf. Während des Dritten Reiches kam das freimaurerische Leben völlig zum Erliegen. Die Brüder mussten sich auf private Kontakte beschränken.
Nach dem Zweiten Weltkrieg fanden sich 16 Brüder der Logen Hermann zum Lande der Berge und „Lessing“ zusammen und konnten 1947 die Loge “Hermann zum Lande der Berge” wieder beleben. Die Loge „Lessing“ wurde als Deputationsloge für ruhend erklärt. 1955 gelang es, vorhandene Räume der Bürgergesellschaft „Union“ in der Friedrich-Engels-Allee für die Bedürfnisse der Loge umzubauen und einen langfristigen Mietvertrag abzuschließen. In diesen Räumen feierte die Loge 1965 das 150. Stiftungsfest.
Nach Auslaufen des Mietvertrages baute die Loge im Haus der Loge „Zur Bruderkette im Wuppertal“ leerstehende Räume nach ihren Vorstellungen um.
Bis August 2015 war das „Logenhaus“ in der Friedrich-Engels-Allee 165 in Unterbarmen das gemeinsame Domizil der vier in Wuppertal bestehenden Logen.
Seit September 2015 arbeiten die Loge "Hermann zum Lande der Berge" sowie die Deputationsloge "Lessing" in den Räumen der Wuppertaler Concordia-Gesellschaft in Barmen.

## Bekannte Mitglieder der Loge

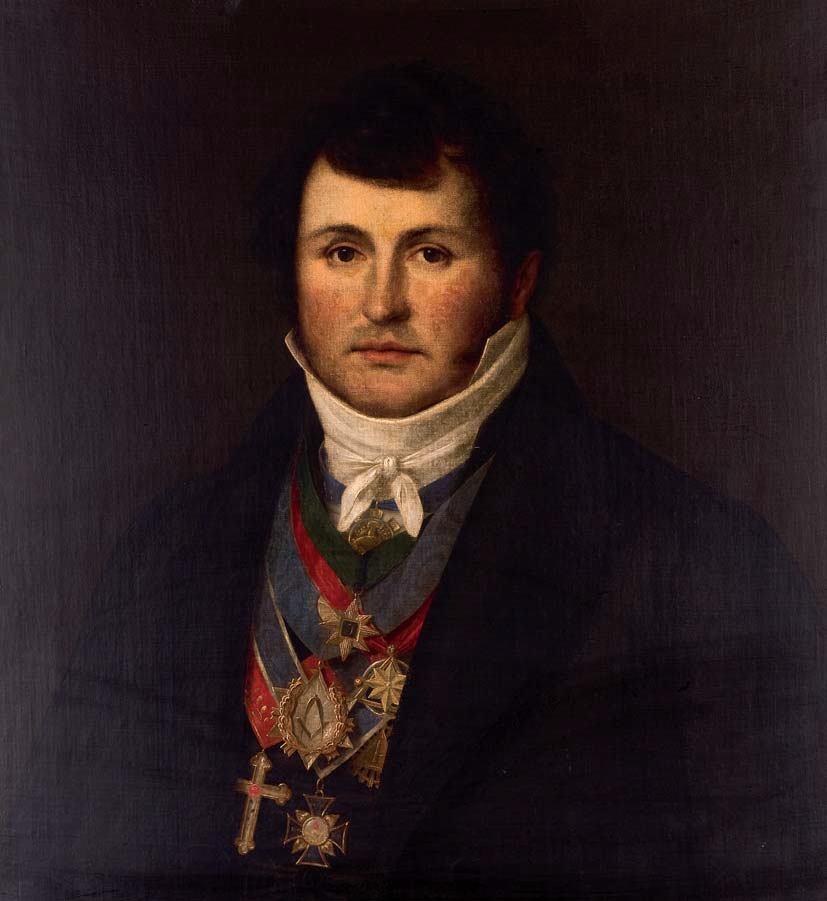
Johann Gerhard Siebel

Die selbständige Stadt Elberfeld (heute Stadtteil von Wuppertal) war im 18. und 19. Jahrhundert ein Handels- und Produktionszentrum für Textilien mit weit reichenden, internationalen Handelsbeziehungen. Der Loge gehörten Vertreter der wichtigsten Familien der Stadt an
| Name                    | Lebensdaten | Beschreibung                                                                            |
| ----------------------- | ----------- | --------------------------------------------------------------------------------------- |
| Johann Gerhard Siebel   | 1784–1831   | Kaufmann, Politiker, Kunstsammler, Mitbegründer und erster "Meister vom Stuhl" der Loge |
| Heinrich Kamp           | 1786–1853   | Kaufmann und Stadtrat, Präsident der Handelskammer von Elberfeld und Barmen             |
| Christian Heyden        | 1803–1869   | Kirchenbaumeister, Vertreter der Neugotik                                               |
| Johann Carl Fuhlrott    | 1803–1877   | Lehrer und Entdecker des Neandertalers                                                  |
| Rüttger Brüning         | 1775–1837   | Kaufmann und erster Oberbürgermeister der Stadt Elberfeld                               |
| Rudolf Küpper           | 1848–1920   | Inhaber der Küpper-Brauerei                                                             |
| Moritz von Bethmann     | 1768–1826   | Inhaber der Bethmannbank in Frankfurt                                                   |
| Peter von Carnap        | 1752–1824   | Kaufmann                                                                                |
| Johann Stephan Diemel   | 1763–1821   | Wundarzt, Initiator der Hardanlagen in Wuppertal                                        |
| Johann Carl Erbschloe   | 1772–       | Kaufmann und Kunstsammler                                                               |
| Wilhelm Robert Funck    | 1858–1923   | von 1900 bis 1919 Oberbürgermeister von Elberfeld                                       |
| Gustav Gebhard          | 1828–1900   | Kaufmann und persischer Konsul, Theosoph                                                |
| Eduard Roeder           | 1818–1890   | Farmer in Harris County USA                                                             |
| Carl Rumpff             | 1839–1889   | Kaufmann, Vorstand Farbenfabriken vormals Friedrich Bayer & Co.                         |
| Johann Peter Schlickum  | 1758–1841   | Kaufmann und Stadtrat                                                                   |
| Johannes Schornstein    | 1789–1853   | Musikdirektor, Initiator des Niederrheinischen Musikfestes (1818–1958)                  |
| Carl Wilhelm Sternberg  | 1824–       | Bürgermeister in Velbert                                                                |
| August Viefhaus         | 1837–1902   | Fabrikant, Präsident des königlichen Gewerbegerichtes und Stadtverordneter              |
| Julius Theodor Baedeker | 1814–1880   | Verleger, Buchhändler und Redakteur                                                     |
| Ludwig Nohl             | 1806–1868   | Arzt und Politiker, Mitglied des Vorparlaments                                          |